# Zinksulfat
Zinksulfat, ZnSO4, er en farveløs, krystallinsk, og vandopløselig kemisk forbindelse. Forbindelsen kendes også med krystalvand, bl.a. med syv krystalvand, ZnSO4·7H2O, i mineralet goslarit som tidligere blev kaldt hvid vitriol. Zinksulfat kan dannes ved at lade zink reagere med en vandig opøsning af svovlsyre, eller ved at tilsætte fast zink til en opløsning af kobber(II)sulfat:
Zn + CuSO4 → ZnSO4 + Cu
Zinksulfat bruges som zinktilskud i dyrefodder og gødning. ZnSO4·7H2O bruges til at lave lithopone (et hvidt pigment, som er en blanding af bariumsulfat og zinksulfid), til koagulationsbade for rayon (kunstsilke), og til beskyttelse af skind og læder, samt i medicin som et astringerende middel og som brækmiddel.  
En anden form af hyptahydratet kendes i mineralet Zink-melanterit (Zn,Cu,Fe)SO4·7H2O  (som er struktural forskellig fra goslarit). Hydrater af zinksulfat med færre krystalvand er sjældne i naturen: bianchit (Zn,Fe)SO4·6H2O, boyleit (Zn,Mg)SO4·4H2O og gunningit (Zn,Mn)SO4·H2O kendes.

## References
1. ↑   "ICSC (International Chemical Safety Cards) 1698 ZINC SULFATE". Centers for Disease Control.
2. ↑   "Burns, Gilbert's, Parasites, Stomatitis, Trichomoniasis, ..." National Institutes of Health.
3. ↑   "CAMEO Chemical data sheet for ZINC SULFATE". National Oceanic and Atmospheric Administration.